# Heterozerconidae
Heterozerconidae es una pequeña familia de ácaros perteneciente al orden Mesostigmata. Contiene ocho géneros con 14 especies reconocidas:

## Especies
- Genus Afroheterozercon Fain, 1989
  - Afroheterozercon spirostreptus (Fain, 1988)
  - Afroheterozercon pachybolus (Fain, 1988)
  - Afroheterozercon ancoratus Fain, 1989
- Genus Allozercon Vitzthum, 1926
  - Allozercon fecundissimus Vitzthum, 1926
- Genus Amheterozercon Fain, 1989
  - Amheterozercon oudemansi (Finnegan, 1931)
- Genus Asioheterozercon Fain, 1989
  - Asioheterozercon audax (Berlese, 1910)
- Genus Atacoseius Berlese, 1905
  - Atacoseius pellucens Berlese, 1905
- Genus Heterozercon Berlese, 1888
  - Heterozercon degeneratus Berlese, 1888
  - Heterozercon microsuctus Fain, 1989
  - Heterozercon spirostreptus Fain, 1988
- Genus Maracazercon Fain, 1989
  - Maracazercon joliveti Fain, 1989
- Genus Zeterohercon C. H. W. Flechtmann & D. E. Johnston, 1990
  - Zeterohercon amphisbaenae C. H. W. Flechtmann & D. E. Johnston, 1990
  - Zeterohercon elegans (Lizaso, 1981)
  - Zeterohercon oudemansi (Finnegan, 1931)